# 岑昏
岑 昏（しん こん、? - 280年）は、中国三国時代の呉の文官。

## 生涯
岑昏は何定や万彧や奚熙や陳声や張俶らと並び、孫晧の佞臣として有名であったという。
岑昏はよこしまに媚びへつらって孫晧の寵臣となり、好んで労役をおこし民衆を苦しめたため、呉から人心が離れる原因の一つとなった。（孫権の時代、赤烏8年（245年）から（丹陽郡）句容中道から東進して、雲陽西城（曲阿）まで運河を掘削させているが、）岑昏は雲陽から北上して長江につながる丹徒まで運河を掘らせ、また杜野（丹陽所属）から小辛（曲阿所属）まで切り開き、運河の両岸は山の如しといわれるほど大変な労力を費やして工事を行った。
一方で、孫晧の理不尽な怒りを買って張尚が処刑されかけると、尚書であった岑昏は公卿以下百余名を率いて叩頭し嘆願したため死罪を免じられた、といった行動もあった。
天璽元年（276年）に建てられた『封禅国山碑』には「尙書昏」の文字がみられる。その後、天紀2年（278年）頃には九卿の衛尉に就いており、政府施設の修理を上表した。宮門から朱雀橋までの両側に府舍を建て、男女で別の道を行かせるため大通りを開き、また両脇に高い垣根を築き瓦で覆った。
天紀4年（280年）3月、呉が晋に攻め込まれ、晋の軍勢が建業に迫ると孫皓の親近者数百人は叩頭して「兵士が武器を取らない理由は岑昏である」と訴えた。孫皓は独り言で「もしそうなら、奴でもって百姓に謝罪せねば」と言うと、彼らは「わかりました」とすぐさま岑昏を捕縛した。孫皓は立て続けに処刑の取りやめの使者を送ったが、既に殺されていた。
小説『三国志演義』では、孫晧の佞臣であることはそのままだが、身分は宦官（中常侍）であることにされている（物語中に岑昏を黄皓になぞらえる場面が出てくる）。晋軍に悩む孫皓にたいして長江に鉄鎖と鉄錐を設置して妨害する策を進言、実施されたが『晋書』「王濬伝」と同様に突破されてしまう。晋軍が城下に迫ると群臣は岑昏の死を求め、孫晧の命を待たずに宮中になだれ込み、岑昏を裂いてその肉を食らった。